# Вуно Марков
Вуно Марков е български самоук майстор архитект.

## Биография
Роден е през 1819 г. в квартал Осеница на Врачеш, в подножието на Стара планина. Неговите родители са стопани, които се занимават предимно със земеделие и скотовъдство. Те възпитават сина си в любов към труда. Още като младеж, той се включва в изграждането на малки слупени, но красиви по своята външна архитектура селски къщи. В него се поражда желанието да си построи къща в центъра на Врачеш. Закупува си парцел и построява една от най-красивите къщи. Не минава много време и я продава на Вуно Паласарски. Любовта му към природата го връща към полето в долния край на селото, близо до река Бебреш, където през 1845 г. построява хубава къща с воденица и първата тепавица в селото. Съдружник в работата му във воденицата и тепавицата става съседа му Илчо Кьосовски.
Жени се за врачежанката Кръстана. Ражда им се един син, който кръщават Атанас. От него имали много внуци: Йото, Никола, Васил, Георги, Петър, Мария и Параскева. Добри стопани са Вуно и Кръстана, дворът им е пълен с много животни. Домът им е достъпен за всеки съсед, роднина и съселянин.

## Творчество
Вуно Марков се утвърждава като един от най-добрите майстори строители в Орханийско. Той построява църквата в село Самунджиево през 1860 – 1863 г., църквата във Врачеш през 1863 – 1865 г., часовниковата кула в Орхание през 1866 г., която със своите изящни архитектурни форми, характерни за строителството от епохата на Възраждането, и днес представлява най-интересният паметник на културата в града.
През 1891 г. възстановява църквата на манастира „Св. 40 мъченици“ над Врачеш. Проявил далновидност, той записва своето име над входната ѝ врата, четейки се и до днес. През 1882 г. строи училищна сграда във Врачеш, която е запазена и до днес като Пощенска станция. Самобитният майстор е изградил много къщи, камбанарии, воденици, тепавици и мостове, с което е оставил богато архитектурно наследство на поколенията.
В преклонна възраст го сполетяло нещастие. Неговата съпруга Кръстана загива на пътя от Врачеш през Арабаконак за село Горно Камарци, отивайки на лекар-знахар. Последните ѝ думи са „Къде е Вуно? Предайте му, че животът, т.е. 'златото', е откъм главите ни накъдето спим!“ И до днес съдбата на тяхното семейно спестяване си остава в неизвестност. Не минава много време и майсторът се разболява. Умира през 1901 г.

## Памет
Признателните врачежани са поставили паметна плоча на мястото на неговия дом. В градинката пред кметството във Врачеш е издигнат негов бюст-паметник, който да напомня за великия майстор.
1. ↑  Известният майстор вуно Марков построява църквата във Врачешкия манастир